# Альбрехт, Лиза
Лиза Альбрехт (Хартьен; нем. Lisa Albrecht; 27 мая 1896, Гамбург — 16 мая 1958, Берлин) — немецкий политик, мэр общины Миттенвальд (Верхняя Бавария) и депутат первого бундестага ФРГ.

## Биография
Лиза Хартьен (Hartjen) родилась 27 мая 1896 года в городе Гамбург; в 1919 году она вышла замуж за издателя и политика Августа Альбрехта. Она являлась учительницей физкультуры школе; входила в состав Социал-демократической партии Германии (СДПГ). 14 августа 1949 года она приняла участие в первых парламентских выборах в Западной Германии, проходивших после окончания Второй мировой войны: стала депутатом бундестага (№ 11000024) Федеративной Республики Германии (ФРГ), заседавшего в городе Бонн с сентября 1949 по сентябрь 1953 года. Скончалась 16 мая 1958 года в городе Берлин.